# Garnotia
Garnotia is een geslacht uit de grassenfamilie (Poaceae). De soorten van dit geslacht komen voor in delen van Afrika, Azië, Australazië en het Pacifisch gebied. Het geslacht is vernoemd naar Prosper Garnot (1794–1838), een Frans scheepsarts en natuurvorser.